# 232 BT PLM 1 à 45

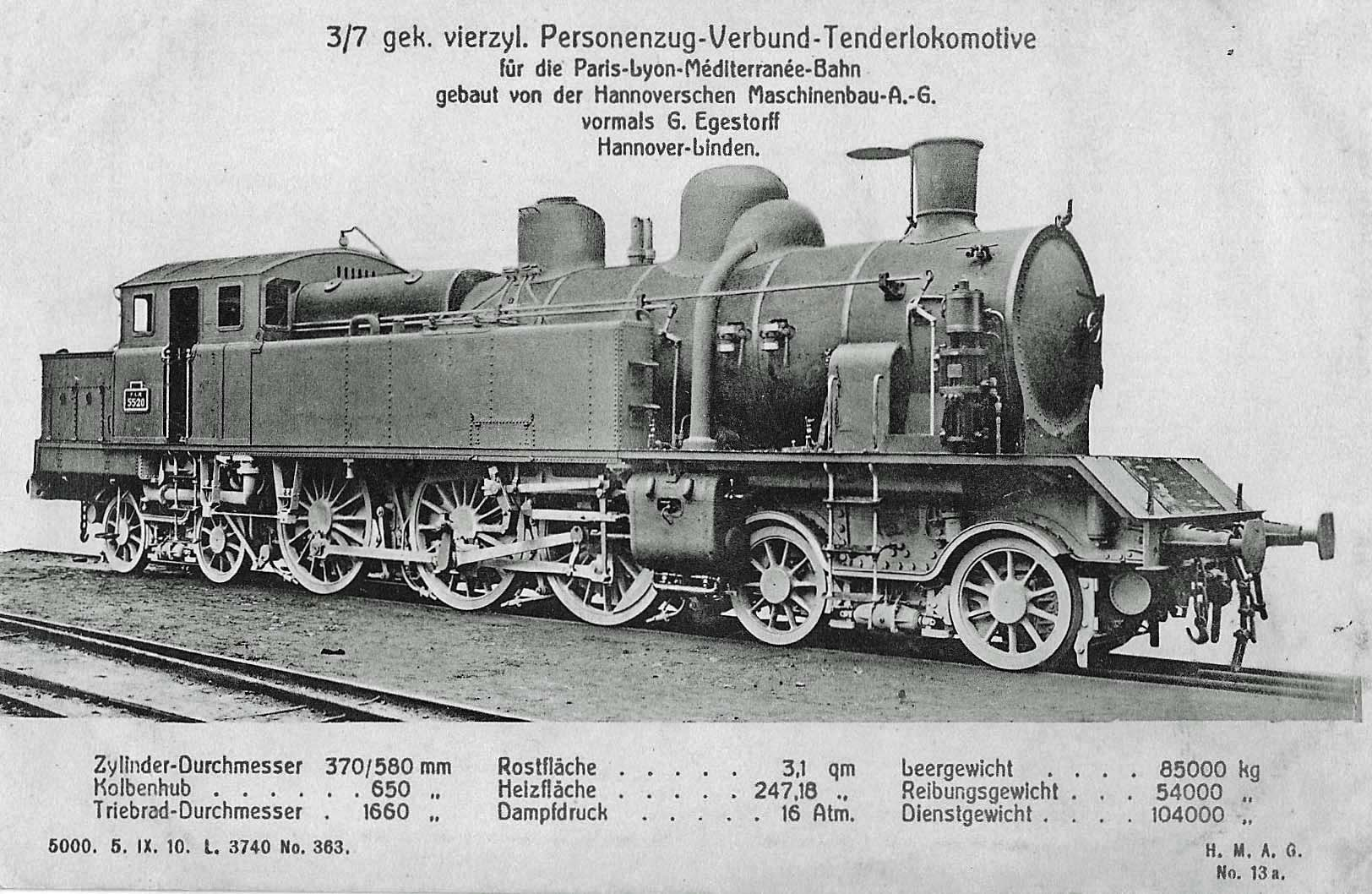
machine 5520 construite par Hanomag

Les 232 BT PLM 1 à 45 sont des machines tender de banlieue de la compagnie PLM, capables de circuler dans les deux sens avec deux postes de conduites. Elles sont construites à 45 exemplaires entre 1909 et 1914 et portent les numéros 5501 à 5545.
Elles étaient initialement destinées aux trains de banlieue au départ de Paris tandis que les 232 AT, construites par après mais légèrement moins puissantes, étaient destinées aux banlieues de Lyon et Marseille.
En 1924, elles sont alors numérotées de 232 BT 1 à 232 BT 45.
En 1938, le 1er janvier, lors de la création de la SNCF, elles sont immatriculées 5-232 TB 1 à 5-232 TB 45.
Entre 1959 et 1961, les dernières locomotives de cette série sont retirées de la circulation.

## La construction

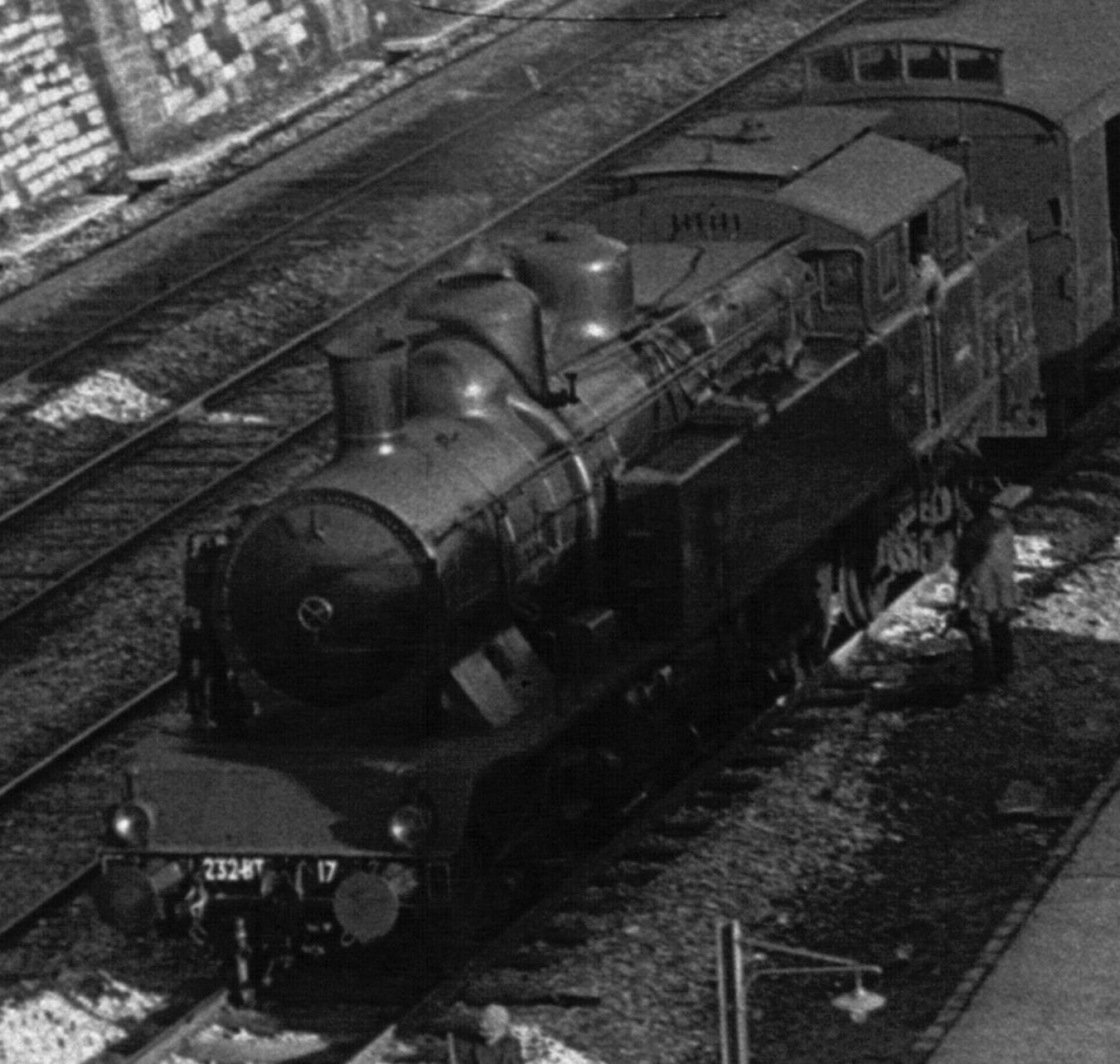
La 232 BT 17 en 1927.

- les 5501 à 5525 furent construites par Hanomag (Allemagne) 1908-1909
- 5526 à 5545 ont été réalisées par les Forges Usines et Fonderies de Haine-Saint-Pierre (Belgique) 1913-1914

La 5528, construite par Haine-Saint-Pierre, fut exposée à l’Exposition universelle de 1913 à Gand.

## Caractéristiques
Longueur : 15,85 m
Poids à vide : 81,5 t
Poids en charge : 104,5 t
Timbre : 16 kg
Surface de grille : 3,08 m2
Surface de chauffe : 239,6 m2
Surface de surchauffe : 65,1 m2
Diamètre des roues motrices : 1 650 mm
Diamètre des roues de bogies : 1 000 mm
Dimensions des cylindres haute pression, alésage x course : 370 x 650 mm
Dimensions des cylindres basse pression, alésage x course : 580 x 650 mm
Vitesse Maximale : 95 km/h